# Diadema mexicanum
Diadema mexicanum is een zee-egel uit de familie Diadematidae. De wetenschappelijke naam van de soort werd in 1863 gepubliceerd door Alexander Agassiz. De soort is inheems aan de Pacifische kust van Mexico, Costa Rica, El Salvador, Nicaragua en Panama.

## Beschrijving
Diadema mexicanum wordt gekenmerkt door een zwarte kleur met blauwe verticale lijnen aan elke kant van de genitale poriën die zich uitstrekken tot aan de ambitus. Volwassen exemplaren kunnen een diameter hebben van 70-80 mm en hebben een schaalhoogte van ongeveer de helft van de diameter. Het heeft lange en puntige stekels, die bedekt zijn met een opperhuid die gifstoffen bevat.